# Egy kis hely a nap alatt
Az Egy kis hely a nap alatt fekete-fehér magyar szatirikus filmvígjáték, amelyet 1974-ben mutattak be. Írója és rendezője Szász Péter.

## Rövid történet
A film mottója:
Szívem szerint földig hajolnék meg előtte,
mégiscsak jónapottal köszöntöm a kertészt,
Köszönésemre kurtán biccent – nincs rám ideje,
Jár-kél, teszi dolgát serényen, gondtalanul

könnyű dalocskát fütyörészve…
A vidéki kisvárosban, Pándokon elkészült az új kultúrház. A szombati avatásra elküldték a meghívókat. A városi KISZ bizottság ötlete alapján az avatóünnepségen Ludwig van Beethoven 3. szimfóniájának (vagyis az Eroicának) kellene felcsendülnie, de elfelejtették szerződtetni a karmestert és a nagyzenekart. A pártbizottság aktivistájára, T. Gyulára vár a feladat, hogy megnyerje az ügynek a fővárosban élő tehetséges ifjú karmestert, Gáti Bélát, Pándok neves szülöttjét, és egy komplett szimfonikus zenekart is szerezzen. A városi pártbizottság elnöke szintén Gyulát bízza meg, mert Gyula úgyis Pestre utazik (egyetemi jog és etika vizsgája miatt), hogy ügyeljen a pándoki szurkolók sportszerű magaviseletére, a népstadionbeli szombati Ferencváros–Pándok ragadón. A fair play díj is fontos lenne, hiszen a futballmérkőzést a televízió is közvetíti. T. Gyula a pándoki szurkolókkal együtt autóbusszal Budapestre utazik, és beindítja az Eroica-akciót…

## Szereplők
- T. Gyula... Bencze Ferenc
- Pándok város PB titkára... Mentes József
- KISZ-titkár... Hegedűs D. Géza
- Szvetics Berta... Margitai Ági
- BKV-álellenőr... Boross János
- Axelrád Márton, uzsorás... Máriáss József
- Verebes, egyetemi tanársegéd... Ion Bog (hangja: Bujtor István)
- Panni, Verebes felesége... Bencze Ilona
- Mackó, Verebesék kislánya... Erdélyi Kati
- Kruz, pártvezető (T. Gyula ifjúkori ismerőse)... Kenderesi Tibor
- Pisti... Szilárdy István
- Kati... Géczy Dorottya
- Torner Pál, Kati férje, Pisti apja... Selmeczi Elek (hangja: Mécs Károly)
- Gáti Béla, karmester... Lukács Sándor
- Özvegy Gáti Ernőné, Gáti Béla nagyanyja... Újvárosi Katalin
- Szeplős, hárfaművész... Takács Kati
- Ritter Simon, a Magyar Állami Hangversenyzenekar karmestere... Valentino Dain (hangja: Kállai Ferenc)
- Altai Márkus Manó, zenekritikus... Koltai Róbert
- a zenei központ vezetője... Leisen Antal
- Brazovits Ádám, mérnök... Lencz György
- ózdi kohómérnökök... Vajda László, Király Levente
- angol technikusok... Ujlaky László, Amdu Tesfaye
- Kondás úr, a KISZ-titkár nagybátyja... Dánffy Sándor
- Polyák úr... Polyák György
- Soós úr... Soós András
- T. Gyula felesége (néma szerep)... Bódis Irén
- Kruz titkára (néma szerep)... Ujlaky Károly
- Kaszab Józsi... Benkóczy Zoltán
- Bernadett, recepciós... Sára Bernadette
- vendég Torneréknél... Földessy Margit
- Józsi, taxisofőr... Balázs Péter
- Buktafejű...
- tévékommentátor... Vitray Tamás

## Készítették
- forgatókönyv: Szász Péter
- dramaturg: Bíró Zsuzsa
- rendező: Szász Péter
- operatőr: Ragályi Elemér
- másodoperatőr: Gonda Géza
- gyártásvezető: Onódi György
- felvételvezetők: Olaszi Rudolf, Steiner László
- zeneszerző: Presser Gábor
- vágó: Szécsényi Ferencné
- vágóasszisztens: Magyar Gyuláné
- hangmérnök: Kovács György
- fővilágosító: Marton József
- a rendező munkatársai: András Ferenc, Loósz Mária

## Az alkotók mondták
A film főhőséről nyilatkozta Szász János:

„…megvan az a rossz szokása, hogy amit elkezd, azt be is fejezi. Hisz abban, amit csinál…”

A forgatásról mesélte Szász János: 

„Dokumentarista stílusú film, vígjátéki szituációkból felépítve. Ezeket a kitalált vígjátéki helyzeteket mindvégig belehelyeztük a valóságos pesti köznapokba. Az egyik jelenet magva: vidékről jött hősünk jegy nélkül felszáll a villamosra, s jön az ellenőr. Valódi pesti villamoson, valódi utasokkal vettük fel a jelenetet, szép számmal akadtak ismeretlenek, akik szereplőnket ki akarták segíteni pénzzavarából. Egy másik jelenet: verekedés a meccsen. Ezt a svéd–magyaron vettük fel, a fizető szurkolók között drukkolnak a szereplők — s ettől sajátos zamata lett a filmnek… egyetlen fizetett statisztánk sem volt, s van vagy ezer szereplője a filmnek. Akik nem is sejtették, hogy filmszereplőkké váltak, ha egyáltalán észrevették a kamerát, se gondolták, hogy itt egy játékfilm készül, legfeljebb a Kékfényre vagy a TV Híradóra gyanakodtak… ”

## Forgatási helyszínek
- Nemzeti Szálló-recepció
- Hotel Duna InterContinental-terasz
- Lehel téri piac[4]
- Népstadion
- Ferihegyi Repülőtér
- Párisi Udvar